# Championnat d'Afrique du Sud de Formule 1 1967
Navigation
1966 1968
Le championnat d'Afrique du Sud de Formule 1 1967 est la 15e saison du championnat d'Afrique du Sud des pilotes et la septième avec des monoplaces de type Formule 1. Bien que non organisée par la FIA, les monoplaces en suivent la réglementation officielle.
John Love remporte le titre de champion d'Afrique du Sud.

## Résultats
| no | Date        | Course                   | Lieu             | Vainqueur     | Voiture                 | Pole position | Record du tour | Résumé |
| -- | ----------- | ------------------------ | ---------------- | ------------- | ----------------------- | ------------- | -------------- | ------ |
| 1  | 7 janvier   | Cape South Easter Trophy | Killarney        | John Love     | Cooper-Coventry Climax  | Dave Charlton | John Love      |        |
| 2  | 4 mars      | Rand Autumn Trophy       | Kyalami          | Dave Charlton | Brabham-Coventry Climax | John Love     | Dave Charlton  |        |
| 3  | 27 mars     | Coronation 100           | Pietermaritzburg | John Love     | Cooper-Coventry Climax  | Dave Charlton | Dave Charlton  |        |
| 4  | 8 avril     | Grand Pix de Killarney   | Killarney        | Sam Tingle    | LDS-Coventry Climax     | Sam Tingle    |                |        |
| 5  | 7 mai       | Bulawayo 100             | Bulawayo         | John Love     | Cooper-Coventry Climax  | John Love     |                |        |
| 6  | 9 juillet   | Natal Winter Trophy      | Pietermaritzburg | John Love     | Brabham-Repco           | John Love     | John Love      |        |
| 7  | 23 juillet  | Grand Prix du Mozambique | Lourenço Marques | John Love     | Brabham-Repco           |               | John Love      | Résumé |
| 8  | 9 septembre | Van Ribbeck Trophy       | Killarney        | John Love     | Brabham-Repco           | John Love     |                |        |
| 9  | 7 octobre   | Rand Spring Trophy       | Kyalami          | Dave Charlton | Brabham-Repco           | Dave Charlton |                |        |
| 10 | 22 octobre  | Pat Fairfield Trophy     | Pietermaritzburg | John Love     | Brabham-Repco           |               |                |        |
| 11 | 3 décembre  | Grand Prix de Rhodésie   | Bulawayo         | John Love     | Brabham-Repco           | John Love     |                | Résumé |

## Classement
| Points | 9 | 6 | 4 | 3 | 2 | 1 |

| Classement | Pilote              | CAP  | RAT  | COR  | KIL  | BUL  | NAT  | MOZ  | VAN  | RST  | PAT  | RHO  | Points |
| ---------- | ------------------- | ---- | ---- | ---- | ---- | ---- | ---- | ---- | ---- | ---- | ---- | ---- | ------ |
| Champion   | John Love           | 1    | 2    | 1    |      | 1    | 1    | 1    | 1    | 3    | 1    | 1    | 82     |
| 2e         | Sam Tingle          | 3    | 4    | 2    | 1    | 3    | 2    | 2    | 2    | 2    | Abd. | Abd. | 50     |
| 3e         | Dave Charlton       | Abd. | 1    | Abd. |      | 2    | 3*   | Abd. |      | 1    | NP   | 2    | 34     |
| 4e         | Tony Jeffries       |      | 5    | 4    | 3    | 5    |      | 5    | 3    | 4    | 2    |      | 26     |
| 5e         | Jackie Pretorius    | 4    | 6    | 3    | 2    | 4    | n.c. | 3    | Abd. | n.c. |      | 3    | 25     |
| 6e         | Clive Puzey         |      | 7    | Abd. | 4    |      | Abd. | 7    | 8    | 5    | 3    | 4    | 12     |
| 7e         | Leo Dave            | 6    | Abd. | 5    | 5    | 7    | Abd. | 8    | 5    | n.c. | 6    | 6    | 9      |
| 8e         | Bob Anderson        | 2    |      |      |      |      |      |      |      |      |      |      | 6      |
| 9e         | Luki Botha          | 7    | 3    | Abd. | Dsq. | Abd. |      | Abd. |      |      |      |      | 4      |
| 10e        | Trevor Blokdyk      | 5    | 10   |      |      |      |      |      |      |      |      | 5    | 4      |
| 11e        | Leo van Popering    |      |      |      |      | Abd. | Abd. | 9    | 7    | Abd. | 4    |      | 3      |
| 11e        | John McNicol        | Abd. | n.p. | 7    |      |      | n.c. | 11   | 4    | Abd. | Abd. |      | 3      |
| 11e        | Gordon Littleford   |      |      |      |      |      |      | 4    |      |      |      |      | 3      |
| 14e        | George van Straaten |      |      |      |      |      |      |      | 9    | Abd. | 5    |      | 2      |
| 15e        | Joe Domingo         |      |      |      |      | 6    |      | 6    |      |      |      | 7    | 2      |
| 15e        | Chris Ward          | 8    | 8    | 8    | 6    | 8    | Abd. |      | 6    | Abd. | 8    | Abd. | 2      |
| 17e        | Rauten Hartmann     |      | 9    | 6    | 7    |      | n.c. | 10   |      | Abd. | 7    |      | 1      |
| 18e        | Peter Parnell       |      |      |      |      |      |      |      |      |      |      | 8    | 0      |
|            | Peter Gaylord       | n.c. |      |      |      |      |      |      |      |      |      |      | -      |
|            | Rob Schroeder       |      |      |      |      |      | n.p. |      |      | n.c. | n.c. |      | -      |
|            | Peter de Klerk      | Abd. |      |      |      |      |      |      |      |      |      |      | -      |
|            | Gert Coetzer        |      | Abd. |      |      |      |      |      |      |      |      |      | -      |
|            | Dave Clapham        |      |      |      |      | Abd. | n.p. |      |      |      |      |      | -      |
|            | Mike Wesson         |      |      |      |      | Abd. |      |      |      |      |      |      | -      |
|            | Paul Hawkins        |      |      |      |      |      |      |      |      |      |      | Abd. | -      |
|            | Keith Probert       |      |      |      |      |      |      |      |      |      |      | Abd. | -      |
|            | Alan Kirstein       |      |      |      |      |      |      |      |      | n.p. |      |      | -      |